# C/1742 C1
C/1742 C1 è una cometa non periodica che è stata osservata la prima volta il 5 febbraio 1742 dall'Emisfero australe mentre la scoperta ufficiale porta la data del 5 marzo 1742 sulla base di osservazioni compiute dall'emisfero boreale.

## Orbita
Gli elementi orbitali dell'orbita della cometa usati attualmente sono stati calcolati a partire da un relativamente corto arco osservativo oltre un secolo e mezzo dopo il passaggio della cometa, poco dopo la pubblicazione degli elementi orbitali, per coincidenza, fu scoperta un'altra cometa, la C/1907 G1 Grigg-Mellish che seguiva un'orbita molto simile, subito dopo la scoperta di questa cometa si ritenne che le due comete fossero due passaggi di una stessa cometa periodica, in seguito altri studi le indicarono come membri di una stessa famiglia di comete, attualmente si ritiene che le due comete non abbiano alcun legame tra di loro e che quindi siano due comete non periodiche. La cometa ha un'orbita retrograda.